# Apollonia (Vorname)
Apollonia ist ein weiblicher Vorname. Er ist griechischer Herkunft und leitet sich vom Namen des Gottes Apoll ab. Apoll war bei den antiken Griechen und Römern der Gott des Lichts, der Künste und der Weissagung. Namenstag ist der 9. Februar. An diesem Tag gedenkt die Kirche der heiligen Märtyrin Apollonia von Alexandria, die auch Schutzpatronin der Zahnärzte ist.

## Varianten
- Appolonia, Appolonie, Abelena, Abelone, Apolonia
- Lona, Lone, Loni
- Pleun (niederländisch), Pola, Polly, Polona, Paluongia (rätoromanisch)

Männliche Entsprechungen des Namens sind Apollonios und Apollonius.

## Namenstag
Gedenktag der heiligen Apollonia von Alexandria (3. Jahrhundert), Märtyrin in Ägypten, ist der 9. Februar.

## Bekannte Namensträgerinnen
Apollonia, Appolonia, Apolonia
- Apollonia Binder (1898–1944), österreichische Hilfsarbeiterin und Widerstandskämpferin gegen den Nationalsozialismus
- Apollonia von Dalberg (* um 1487; † 1524), Äbtissin des Klosters Marienberg bei Boppard
- Apollonia Diepenbrock (1799–1880), westfälische Krankenhausstifterin
- Apollonia Kotero (* 1959), Sängerin der Band Apollonia 6 und Schauspielerin
- Appolonia Pfaus (* 1878 oder 1879; † etwa 1944), Sinteza, Opfer des Nationalsozialismus
- Apollonia Radermecher (1571–1626), Gründerin des Elisabethinenordens
- Apollonia Margarete Steiff (1847–1909), Gründerin der gleichnamigen Spielwarenfabrik Steiff
- Apollonia Seydelmann  (* 1767 oder 1768; † 1840) war eine deutsch-italienische Miniaturmalerin
- Apolonia Sokol (* 1988), französische figurative Malerin
- Apollonia van Veen (* 1606 oder 1610; † 1635), niederländische Malerin und Zeichnerin
- Apollonia von Waldenfels († 1543), von 1529 bis 1543 Äbtissin des Klosters Himmelkron
- Apollonia von Wiedebach (1470–1526), sächsische Adelige und Stifterin

## Fiktiver Charakter
- Apollonia Vitelli Corleone, Figur aus dem Film Der Pate